# Alte Pfarrkirche St. Egyden an der Drau

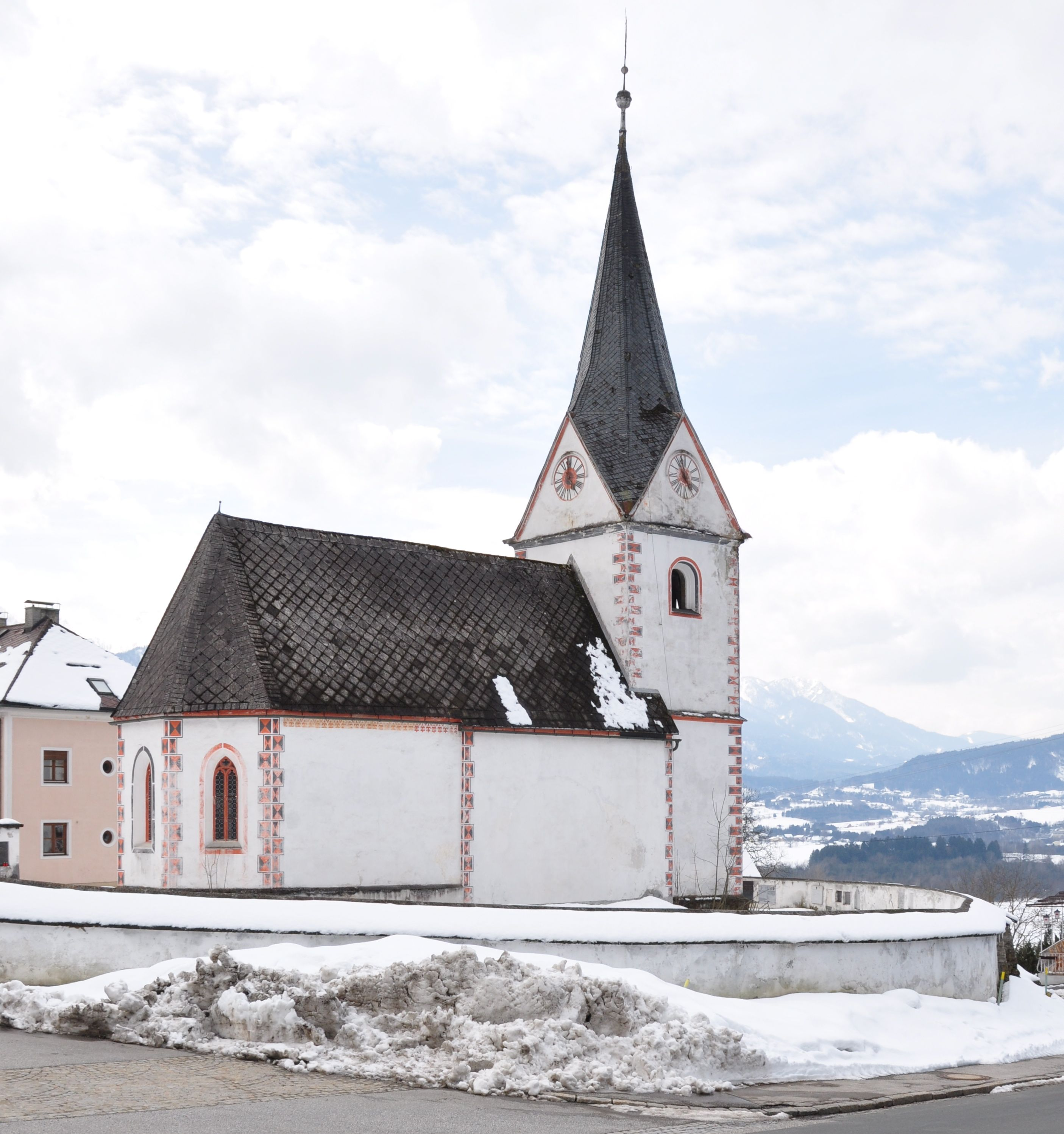
Alte Pfarrkirche hl. Ägidius in St. Egyden an der Drau

Die römisch-katholische Alte Pfarrkirche St. Egyden an der Drau steht auf einer Drau-Terrasse im Osten der Ortschaft St. Egyden der Marktgemeinde Velden am Wörther See im Bezirk Villach-Land in Kärnten. Die dem Patrozinium hl. Ägidius unterstellte Kirche gehört zum Dekanat Rosegg/Rožek in der Diözese Gurk-Klagenfurt. Die Kirche steht unter Denkmalschutz (Listeneintrag).

## Geschichte
Urkundlich wurde 1315 eine Kirche genannt. Die Pfarre wurde 1784 gegründet. 1987 wurde die Kirche außen und 1995 innen restauriert. Mit der Weihe 1973 der Neuen Pfarrkirche St. Egyden an der Drau dient die Alte Pfarrkirche als Begräbniskirche und Aufbahrungshalle. Der neue Friedhof befindet sich südlich der Neuen Pfarrkirche.

## Architektur
Der im Kern romanische Bau mit einem gotischen Chor und einem massiven gotischen Westturm ist von einer annähernd kreisrunden Friedhofsummauerung umgeben.
Das Kirchenäußere zeigt einen Turm mit einem später angebauten eineinhalbjochigen Langhaus mit Rechteckfenstern, das gotische spitzbogige und profilierte Westportal ist vermauert. Nördlich des Chores befindet sich eine barocke Kapelle mit einem darüber liegenden Oratorium. An der südlichen Außenwand befindet sich die Wandmalerei Legende des hl. Egydius aus der zweiten Hälfte des 15. Jahrhunderts, in der Arkade zeigt die Wandmalerei eine thronende Madonna mit Kind und einen stehenden Heiligen.
Das Kircheninnere zeigt ein Langhaus unter einem gratigen Kreuzgewölbe auf Pfeilern. Die Westempore ist mit einem Tonnengewölbe unterwölbt. Der Triumphbogen ist halbkreisbogig. Der einjochige Chor mit einem Fünfachtelschluss hat ein Kreuzrippengewölbe. An den Chorwänden und am Triumphbogen befinden sich reiche Wandmalereien aus der Mitte des 15. Jahrhunderts. 1976 freigelegte gotische Fresken wurden 1995 restauriert. Im Langhaus und in der Nordwestkapelle gibt es Deckenmalereien in Medaillons aus dem 19. Jahrhundert. 

## Einrichtung
Der barocke Hochaltar in voller Höhe und Breite des Chores hat Säulen, einen Baldachin und Opfergangsportale vom Bildhauer Matthias Pauer 1757, unter dem Baldachin trägt er die Figur hl. Egydius und seitlich die Figuren der Heiligen Florian, Simon, Mathias und Donatus sowie im Aufsatz die Statue Himmelskönigin in Originalfassung.
Der linke Seitenaltar ist ein einfacher barocker Altar aus dem dritten Viertel des 18. Jahrhunderts, er zeigt das Altarblatt hl. Johann Nepomuk und trägt die Figuren der Heiligen Blasius und Antonius Eremita sowie im Aufsatz ein spätgotisches Vesperbildwerk aus dem zweiten Viertel des 16. Jahrhunderts.
Der Taufstein ist gotisch. Die barocke Kanzel entstand im dritten Viertel des 18. Jahrhunderts. Ein Empire-Luster wurde 1996 restauriert.
Eine Glocke nennt Mathias Zechenter 1722.